# Vidas robadas
Vidas robadas est une telenovela mexicaine diffusée en 2010 par Azteca 13.

## Distribution
- Christian Bach : María Julia Echeverría Ruiz de Fernández-Vidal / María Emilia Echeverría Ruiz
- Carla Hernández : Luz Herrera / Luz Fernández-Vidal / Camila Fernández-Vidal
- Andrés Palacios : Martín Sandoval
- Alma Delfina : Aurora Sandoval
- Bernie Paz : Joan Manuel
- Pedro Sicard : José Enrique Fernández-Vidal
- José Alonso : Antonio Fernández-Vidal
- Luis Felipe Tovar : Ángel Cordero
- Martha Cristina : Isabel de Fernández-Vidal
- Sergio Bonilla : Père Juan
- Eduardo Arroyuelo : Marcelo
- Daniel Elbittar : Javier Villafañe
- Lupita Sandoval : Saturnina
- Luis Ernesto Franco : Francisco
- Amara Villafuerte : Paula
- Rodolfo Arias : Père Adolfo
- María de la Fuente : Lorena Álvarez
- Víctor Civeira : Filiberto
- Paloma Quezada : Rosa María
- Luis Alberto López : Pablo
- Julieta Grajales : Nora
- Carmen Delgado : Delia
- Gabriel Casanova
- Luis Romano
- Rafael Rojas : Pedro Antonio Fernández-Vidal
- Paulina Washington
- Mayte Fierro
- Mariana Villegas
- Carlos Padilla
- Andree Ascencio : Lupe
- Maria Elena Olivares : Fausta
- Javier Escobar : El Velas
- David Ortega
- Josefo Rodríguez
- Jorge Aldama
- Daniela Menchaca
- Juan Menchaca
- Juan Fernando Haro
- Raul Adalid
- Ángeles Alonso
- Maribel Rodríguez
- Mayra Sérbulo
- Gabriel Pascual
- Diego Rafel Euan Euan
- Angel Gabriel Euan Euan

## Diffusion international
- Azteca 13

## Autres versions
- Vidas robadas (2008), faite par Telefe, réalisé par María Victoria Goyeneche et Miguel Colom; avec Facundo Arana, Soledad Silveyra et Juan Gil Navarro.